# Stereomastis polita
Stereomastis polita is een tienpotigensoort uit de familie van de Polychelidae. De wetenschappelijke naam van de soort is voor het eerst geldig gepubliceerd in 2000 door Galil.